# Mózg, który nie może umrzeć
Mózg, który nie może umrzeć (ang. The Brain That Wouldn't Die) – amerykański film z 1962 roku w reżyserii Josepha Greena.

## Fabuła
Historia chirurga, który po pracy w szpitalu w swoim sekretnym laboratorium zajmuje się przeszczepianiem narządów. Pewnego dnia żona chirurga nieomal ginie w płomieniach palącego się auta. Przedziwnym cudem jej głowa pozostaje żywa, gdy resztę ciała pochłania ogień. Domorosły transplantolog postanawia więc znaleźć ciało, które przyszyje do żyjącej jeszcze głowy żony. Napotyka jednak na przeszkodę - potwora więzionego przez siebie w piwnicy.

## Obsada
- Jason Evers - dr Bill Cortner
- Virginia Leith - Jan Compton
- Leslie Daniels - Kurt
- Adele Lamont - Doris Powell
- Bonnie Sharie
- Paula Maurice
- Marilyn Hanold - Peggy Howard
- Bruce Brighton - dr Cortner
- Arny Freeman - fotograf
- Fred Martin - asystent medyczny
- Lola Mason - Donna Williams
- Doris Brent - pielęgniarka
- Bruce Kerr - Beauty Contest M.C.
- Audrey Devereal - Jeannie Reynolds
- Eddie Carmel - potwór
- Sammy Petrillo - Art